# Каримське
Кари́мське (рос. Карымское) — селище міського типу, центр Каримського району Забайкальського краю, Росія. Адміністративний центр та єдиний населений пункт Каримського міського поселення.

## Населення
Населення — 13037 осіб (2010; 12440 у 2002).